# Joveyn
Joveyn (persiska: شهرستان جوين, جوين) är en delprovins (shahrestan) i Iran.   Den ligger i provinsen Razavikhorasan, i den nordöstra delen av landet, 600 km öster om huvudstaden Teheran.
Delprovinsen hade 54 488 invånare 2016.